# Międzynarodowy Dzień Nelsona Mandeli
Międzynarodowy Dzień Nelsona Mandeli – święto obchodzone corocznie 18 lipca, w dzień urodzin Nelsona Mandeli, ustanowione przez Zgromadzenie Ogólne ONZ 11 listopada 2009 roku, w uznaniu za wkład do kultury pokoju i wolności przez Nelsona Mandelę, jednego z przywódców ruchu przeciw apartheidowi, działacza na rzecz praw człowieka i laureata Pokojowej Nagrody Nobla z 1993 roku.

Za swoje osiągnięcia Nelson Mandela zapłacił wysoką cenę, poświęcając swoje życie osobiste i rodzinne. Jego zaangażowanie posłużyło nie tylko mieszkańcom jego ojczyzny, Republiki Południowej Afryki, ale sprawiło, że cały świat stał się lepszym miejscem dla wszystkich ludzi. [...] 

Dziękujemy mu za wszystko co uczynił dla wolności, sprawiedliwości i demokracji. Mandela wskazał nam drogę. Zmienił świat. Jesteśmy mu za to głęboko wdzięczni